# 菅原智美
菅原 智美（すがはら ともみ、1970年6月30日 - ）は、女性経営者団体 一般社団法人 エメラルド倶楽部の代表理事。新潟県新潟市出身。

## 略歴
- 1993年 - リクルート入社。
- 1995年 - Licross株式会社入社。
- 2006年 - 上記代表取締役就任。
- 2010年 10月 - 一般社団法人エメラルド倶楽部を設立し、代表理事就任[1]。

## 執筆活動
- 2010年5月 女性経営者100人 人生を変えた言葉（カナリア書房）
- 2010年7月 女性経営者が儲かる理由（実業之日本社）ISBN 978-4-408-10856-8
- 2012年7月 一歩前に踏み出す 勇気を与える100人の言葉（きこ書房）
- 2012年11月 女性経営者100人の起業物語（カナリア書房）
- 2013年1月 九州発!夢を叶える女性起業家100人 私の心を動かした言葉（カナリア書房）
- 2014年3月 CEO女性社長情報（ブイネットジャパン）
- 2014年8月 女の本気（オオタパブリケーションズ）

## テレビ出演
- TBS:「私の何がイケないの?」
- フジテレビ:「めざましテレビ」、「情報プレゼンター とくダネ!」
- NHK:「おはよう日本」
- 日本テレビ:「おもいっきりイイテレビ」